# Peter Hogg
Peter Wardell Hogg (Lower Hutt, 12 marzo 1939 – 4 febbraio 2020) è stato un costituzionalista canadese tra i massimi esperti di diritto costituzionale del Paese.

## Biografia
Nato a Lower Hutt (Nuova Zelanda), Hogg frequentò il Nelson College dal 1952 al 1956. Ottenne l'LL.B. dall'Università della Nuova Zelanda nel 1962, l'LL.M. dall'Università di Harvard nel 1963, e il Ph.D. dall'Università Monash di Melbourne (Australia) nel 1970.

## Carriera
Nel 1970, fu nominato professore di diritto all'Osgoode Hall Law School a Toronto e poi rettore nel 1998. Nel 2003 accettò un posto di esperto presso lo studio legale Blake, Cassels & Graydon LLP.
Hogg scrisse parecchi libri, tra i quali Constitutional Law of Canada ("Diritto costituzionale del Canada"), il testo più citato nelle decisioni della Corte suprema del Canada. Nel 2004, fu il principale consulente del Governo canadese nel Ricorso sul matrimonio tra individui dello stesso sesso davanti alla Corte suprema. Hogg fu anche presidente del comitato per la nomina del giudice Marshall Rothstein alla Corte suprema nel 2006. Hogg sottolineò che si trattava di un momento storico per il Canada, essendo la prima volta che un candidato al posto di giudice della Corte suprema doveva rispondere alle domande di un comitato di parlamentari. Informò quindi che il comitato che non avrebbe posto domande politiche in materia di aborto e di matrimonio omosessuale.
Hogg sostenne sempre la necessità di una limitazione del potere giudiziario nei casi relativi a controversie in materia di federalismo canadese.

## Opere selezionate
- (EN) Peter W. Hogg, Constitutional Law of Canada, 5ª ed., Toronto, Carswell, 2007  [1ª ed. pub. 1977], ISBN 978-0-7798-1337-7.
- (EN) Peter W. Hogg, Patrick J. Monahan e Wade K. Wright, Liability of the Crown, 4ª ed., Toronto, Carswell, 2011  [1ª ed. pub. 1971], ISBN 978-0-7798-3635-2.
- (EN) Peter W. Hogg, Joanne E. Magee e Jinyan Li, Principles of Canadian Income Tax Law, 8ª ed., Toronto, Carswell, 2013  [1ª ed. pub. 1995], ISBN 978-0-7798-5513-1.

## Riconoscimenti
- 1980 - Queen's Counsel
- 1988 - Membro della Royal Society of Canada
- 1996 - Medaglia della Law Society of Upper Canada
- 2003 - Premio Ramon John Hnatyshyn per il Diritto della Canadian Bar Association, che riconosce i contributi eccezionali allo studio giuridico e in Canada
- 2003 - laurea onoraria di Dottore in Legge (LL.D.) dalla Law Society of Upper Canada
- 2005 - dottorato onorario dall'Università di Montreal
- 2006 - laurea onoraria di Dottore in Legge (LL.D.) dall'Università Victoria di Wellington in Nuova Zelanda
- 2006 - laurea onoraria di Dottore in Legge dall'Università di York